# 쑤쿰빗역
쑤쿰빗역은 타이 방콕에 있는 지하철역이다. BTS 아속 역이 인접해있다.